# 青砥恭
青砥 恭（あおと やすし、1948年 - ）は、日本の社会活動家。NPO法人さいたまユースサポートネット代表理事。

## 概要
島根県松江市出身。明治大学法学部卒業。大学卒業後は、警備員のアルバイトに従事しており、教師になってからは20年間にわたり埼玉県の公立高校で教員として勤務した後、2019年3月まで関東学院大学、埼玉大学、明治大学などで教育学・教育法学・教育社会学などの分野で講師を務めた。主に「子ども・若者の貧困と格差」を研究テーマに教育と持続的な地域づくりという視点から研究をしている。2011年7月に友人らと特定非営利活動法人さいたまユースサポートネットを設立。その後は、さいたま市で学習支援、居場所づくり、就労支援など若者たちの包括的支援のネットワークと地域拠点をつくる活動をしている。2016年には「全国子どもの貧困・教育支援団体協議会」の代表幹事を務めるようになる。

## 著作
- 『ドキュメント高校中退: いま、貧困がうまれる場所』（筑摩書房） ISBN 4480065113
- 『若者の貧困・居場所・セカンドチャンス』（太郎次郎社） ISBN 9784811807829